# Protracheoniscus amoenus
Protracheoniscus amoenus är en kräftdjursart som först beskrevs av Koch 1841.  Protracheoniscus amoenus ingår i släktet Protracheoniscus och familjen Trachelipodidae. Inga underarter finns listade i Catalogue of Life.